# Figuil
Figuil (ou Fighil) est une commune du Cameroun située dans la région du Nord et le département du Mayo-Louti.

## Structure administrative de la commune
Outre Figuil proprement dit, la commune comprend les villages suivants :
- Badadji
- Badia
- Bafouni
- Balia
- Batao
- Bawaka
- Bergui
- Bidzar I
- Bidzar II
- Biou
- Boudva
- Dabra
- Dabra
- Dahal
- Daiwala
- Dawala Bidzar I
- Debelze
- Dinkingue
- Djabbé Biou
- Djabbe Figuil
- Djabili Gaska
- Djougui Bôh
- Djougui Gabla
- Dougnoukou
- Doundehi
- Doundéhi Madakamna
- Douva
- Dowala Biou
- Gada Mayo
- Golomo Biou
- Guéguéldé
- Gueremé
- Guérémé Bidzar II
- Guérémé Lam
- Guidi
- Guipguip
- Guizaï
- Hélé
- Hindjaoudé
- Houmbal
- Houmbal
- Kapta Moré
- Kaptalam
- Karba
- Kéring Figuil
- Koïdawa
- Kong Kong
- Koussoum
- Lam
- Madakamna
- Mamba Moulouma
- Mampar
- Maryaryakeu
- Mayo Kéwé
- Mazanga
- Mélémé
- Mokété
- Moré Singaï
- Mossorgo
- Moulvouda
- Mourkoufo
- Musuké I
- Musuké II
- Ndélélé
- Ngorowa Djabbé Figuil
- Ngorowa Ngom
- Ngouldi
- Nioua
- Ouro Maray
- Péfé
- Pelgué
- Pimtili
- Walewol Soh
- Watchoing
- Watoulé
- Wayeba
- Wouro Boubi
- Wouro Fandou
- Wouro Garoua
- Wouro Gayata
- Wouro Hardé
- Wouro Késsoum
- Wouro Koumoï
- Wouro Makodong
- Wouro Tanné
- Wouro Tchaka
- Wouro Tizi

## Géographie
La ville se situe à 32 km de Guider et se trouve à l'extrémité nord de la route Nationale N°1. L'arrondissement est d'une superficie de 2535 km² et borde le Tchad à l'est ainsi que la région de l'Extrême-Nord au nord. 
Le relief est varié et alterne entre des plaines au Nord, une vallée à l'ouest et un relief accidenté au sud. L'arrondissement est arrosé par plusieurs cours d'eau dont le lit s'assèche en saison sèche. En saison des pluies, les mayos débordent et rendent les terres très fertiles.  

### Climat
L'arrondissement a un climat semi-aride de type soudano-sahélien, avec deux saisons. La saison sèche dure sept mois, de novembre à mai et la saison des pluies qui dure de fin mai à octobre. La pluviométrie moyenne annuelle est entre 600 et 800 mm d'eau. Deux vents principaux soufflent sur l'arrondissement, l'harmattan, un vent froid et sec, qui va du Nord au Sud et l'alizé, nommé localement "le vent des pluies", qui souffle du Sud au Nord.  

### Environnement
Figuil et ses alentours sont composés de savanes. Sa densité varie dans l'arrondissement, on peut retrouver une savane herbacée à arbustive et à arborée. En termes de plantes on retrouve particulièrement des acacias seyal, des annones et des dattiers du désert. Si ces espèces sont très résistantes aux feux de brousses, elles subissent l'exploitation de la population qui s'en sert de bois de chauffe. La faune de l'arrondissement est sauvage et abondante. On peut apercevoir notamment plusieurs espèces de gazelles et de primates. 

## Population et société
Lors du recensement de 2005, la commune comptait 67 997 habitants, dont 20 226 pour Figuil Ville. En 2015, la population totale de l'arrondissement est de 80 645 habitants dont 22 451 pour Figuil seulement. 
La population s'organise de façon traditionnelle et moderne et les deux types d'administration travaillent ensemble. Depuis quelques dizaines d'années, les travailleurs s'organisent en associations pour promouvoir le développement. Parmi ces associations comptent les Groupes d’Initiative Commune, les GIC. On en compte soixante-six au total dans l'arrondissement de Figuil et la majorité se concentrent sur le développement agricole et commercial.  
L'arrondissement est riche d'une grande diversité d'ethnies qui vivent en harmonie. En majorité, on retrouve les Guidars, les Bororo, les Mambayes, les Moundang, les Sara, les Toupouri, les Guiziga, les Massa, etc. Ces populations viennent de pays étrangers, en général du Mali, du Soudan et du Tchad.  
Les deux principales religions pratiquées dans l'arrondissement sont l'Islam et le Christianisme. Une minorité pratique l'animisme et d'autres religions africaines.  

## Économie

### Agriculture, élevage et pêche
Le secteur de l'agriculture emploie la très grande majorité de la population de l'arrondissement. La production sert généralement à l'autoconsommation. On cultive en particulier du mil, du sorgho, du maïs, des arachides, du soja et du coton. En outre, les GIC et les administrations locales, l'entreprise Sodecoton participe à la promotion de l'agriculture et vend des intrants aux agriculteurs et leur propose des formations.
L'élevage est une activité aussi communément pratiquée. Le cheptel est majoritairement composé de bovins, d'ovins, de porcins et de volaille.  

### Industrie, exploitations et artisanat
L'arrondissement est l'un des plus industrialisés de la région Nord. Deux entreprises sont implantées, Roccaglia et Cimencam. Elles produisent du ciment, de la chaux et des carreaux. 
On indique aussi la présence de carrières de marbre, de sable et de gravier qui font l'objet d'exploitations individuelles mais qui n'ont pas attiré l'attention des entreprises présentes dans l'arrondissement. 
La population pratique aussi l'artisanat : on compte des forgerons, des fabricants de vans et de nattes. 

### Commerce
Le commerce se pratique autour des grands marchés des villages de l'arrondissement. On y achète des produits de consommation venus de Garoua et on y vend les produits agricoles et les produits de l'artisanat. 

## Urbanisme

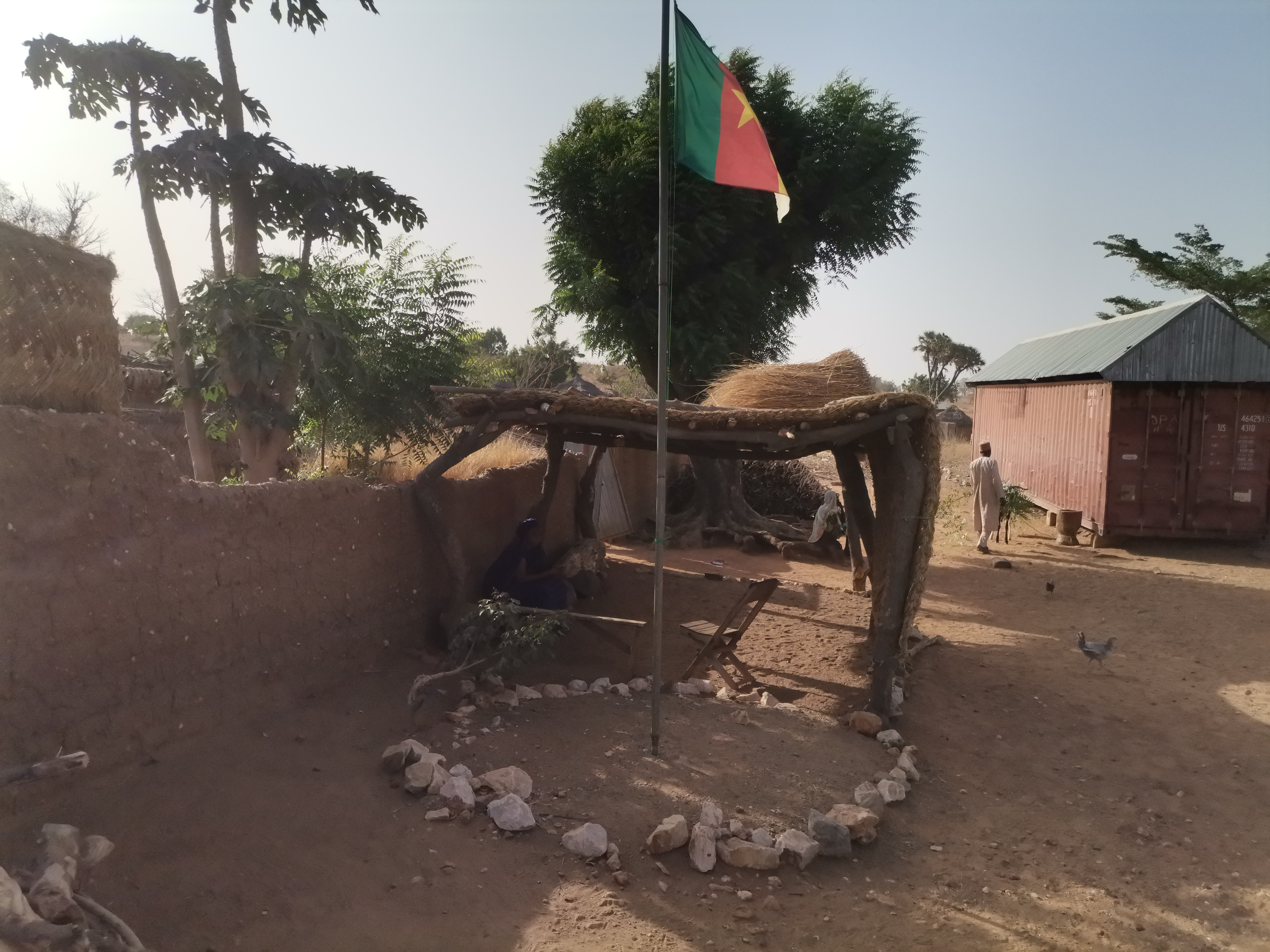
Salle d'attente en zone rurale (Wayeba).

La ville de Figuil connaît une croissance urbaine rapide et peu contrôlée. Plusieurs problèmes d'aménagement du territoire sont liés à cette expansion, notamment la gestion des sanitaires.

### Jeunesse
On compte neuf écoles maternelles dans l'arrondissement et soixante-trois écoles primaires. Il existe trois associations sportives et deux équipes qui évoluent dans la ligue départementale du Mayo-Louti. 

### Santé et eau
Figuil est équipé d'un hôpital de district ainsi que de centres de santé intégrés dans les villages. Pour des soins plus intensifs, de plus grands hôpitaux existent à Garoua ou à Guider. 
L'eau est récoltée auprès de forages ou de puits disséminés dans l'ensemble de l'arrondissement. Il existe aussi des points fixes de vente d'eau potable.

### Transports, communications et énergie
Seule la ville de Figuil est équipée d'un réseau électrique et est couverte par les ondes radio et téléphoniques. Les services de transports sont florissants grâce à la proximité des grandes villes et de la route National N°1. Il existe une seule station-service Total à Figuil.